# Actinium(III)-iodid
Actinium(III)-iodid ist eine chemische Verbindung des Actiniums aus der Gruppe der Iodide.

## Eigenschaften
Actinium(III)-iodid ist ein weißer Feststoff, der löslich in Wasser ist.